# 아네베쓰역
아네베쓰역(일본어: 姉別駅)은 일본 홋카이도 앗케시 군 하마나카정에 있는 홋카이도 여객철도 네무로 본선의 역이다. 단선 승강장 1면 1선 구조의 지상역이다.

## 역 주변
- 하마나카 정립 아네베쓰미나미 소·중학교

## 역사
- 1919년 11월 25일 : 개업.
- 1987년 4월 1일 : 민영화에 따라, 홋카이도 여객철도로 이관.

## 인접 정차역
| 홋카이도 여객철도 네무로 본선 | 홋카이도 여객철도 네무로 본선 | 홋카이도 여객철도 네무로 본선 |
| ----------------------------- | ----------------------------- | ----------------------------- |
| 하마나카 구시로 방면          | 네무로 본선                   | 앗토코 네무로 방면            |